# Az elveszett alkotmány
Az elveszett alkotmány a pályakezdő Arany János első nagyobb elbeszélő költeménye, szatirikus eposza. 1845-ben készült és megnyerte a Kisfaludy Társaság éppen akkor kiírt pályázatát.
Antik versformája ellentétes Arany koráról alkotott időszerű véleményével. Az eposz előrevetíti a kort, amelyben megszűnnek a kiváltságok:
Az aranybullák oda lesznek,

Alkotmány oda lész, oda lész az adótlan élet,

És botozás mind, mind eltűnnek idővel, e földről;

Mint eltűntek azok, kik ez elvek népei voltak.

Új fajok állnak elő, új eszmék kelnek agyunkban,

Majd megavulnak ezek, szintúgy, mint mi elavultunk,

S új tavasz éled föl, mindég más fajta virággal.

## Keletkezése
Az 1840-es évek a reformtörekvések időszaka volt történelmünkben. 1845-ben már ismertek voltak Széchenyi, Kossuth munkái; Kemény Zsigmond már röpiratot adott ki a korteskedés ellen, Eötvös József a börtönügyről. Már bemutatták Nagy Ignác Tisztújítás című vígjátékát, és megjelent Petőfi Sándor komikus eposza, A helység kalapácsa, 1845-ben pedig Eötvös regénye, a A falu jegyzője. Az utóbbi művek és a kor kérdései egyaránt befolyásolhatták az eposz keletkezését.
Arany János Nagyszalontán írta a művet. Jól ismerte környezetét és bosszúsan szemlélte Bihar vármegye nemességének durvaságát, önzését, a politikai torzsalkodást, a konzervatív és a liberális párt küzdelmeit. Mindez helyet kapott a műben, bár különösebb előzetes terv nélkül fogott hozzá az íráshoz. Időközben tudomást szerzett a Kisfaludy Társaság pályázati hirdetményéről, mire költeményét átfésülte és beküldte.
A Kisfaludy Társaság vígeposz írására hirdetett pályázatára öt pályamű érkezett. Az elveszett alkotmányról a bírálók közül Erdélyi János elismeréssel nyilatkozott, de Vörösmarty Mihálynak nem volt jó véleménye, inkább csak a beérkezett öt közül a legtűrhetőbb munkának tartotta. 1846. február 7-én hirdették ki, hogy Arany műve lett a pályázat győztese és elnyerte a jutalmul kitűzött huszonöt aranyat. Az eposzt a Kisfaludy Társaság Évlapjai 7. kötete közölte először, mely azonban a tervezett 1846 helyett csak 1849-ben jelent meg. A műnek így a maga korában nem volt hatása.

## Tartalma
A szatirikus elbeszélő költemény hét énekből áll. Meséje szegényes, a korabeli vármegyei korteséletben játszódik. Központi alakja egy konzervatív nemes, Rák Bende. Rögtön az elején így mutatja be hősét és adja meg az alaphangot a költő:
Férfiat énekelek, ki sokat s nagy-messze rikoltott,
Sőt tett is valamit (kártyára kivált); ki hogy az volt
Aminek énekelem, tudniillik férfi, mutatja
Hátramaradt nagy kostöke, karcsú makrapipája,
Melynek szűk fenekén némán gyászolja halálát
Már élveztelenűl maradott legutóbbi bagója.
(…)
A maradásnak volt ő kortesbajnoka: posvány
Volt, folyamok szélén, mely nemcsak hogy maga nem folyt,
Nem, hanem a folyamárt is gátlá gyors haladásban,
És ez elég érdem, neve hogy felróva maradjon.
Ezzel a veretes hexameterekkel bemutatott „hőssel”, a „maradásnak kortesbajnokával” szemben áll Hamarfy, a liberálisok vezérének szatirikus alakja. Környezetükben megjelenik a kisebb szereplők tarka sokasága, az alakokat hol komikus leírások, hol csak a "beszélő nevek" egyénítik (Hangady táblabíró, Doronghy nevelő, gróf Telivér, Maradossy, Nemadózy). A két párt ádáz küzdelmébe – amint egy eposzban illik – beleszólnak a túlvilági vagy mesés hatalmak, különösen Armida, a maradiak, és Hábor, a haladó pártiak védőszellemei. Maga a történet elvész a részletekben és a humoros leírásokban, az eposznak szinte nincs is cselekménye. Rák Bende állás után néz, korteskedni jár a megyében, ez tartja össze valamennyire a részleteket. Előbb a megyei tisztújítás képei, majd a korteskedés országos ügyei következnek: a védegyleti gyűlés (Nemzeti ünnep lész itten: Védegyleti Gyűlés.), a nemesi kiváltságok, a képviseleti rendszer, a házi adó. A vármegyei urak ezekhez való önző, kiváltságokat féltő viszonyulását a költő gúnyos mosollyal mutatja be. Armida kívánságára például Rák Bende elmeséli életét, de ez inkább az elmaradottság és a politikai élet szatirikus rajza.
Folytak a készületek. Mert két párt volt a megyében,
Egyik az ős magyarok nemadózó pártja: tapasztalt
Ősz öregek, nagybirtokosok, grófok, hadi tisztek,
Consiliariusok (mindhárom fajja ezeknek),
Táblabirók és szolgabirók, közbirtokosocskák,
Végre a romlatlan, címerleveles rokonoknak
Szép szót megfogadó, jogokat védő sokasága.
Másik a hígvelejű szóhősök zajtele pártja:
Kik miután magokat vagyonoktól megszabadíták
Most szabadelvűknek szeretik hánytatva nevezni.
Máskép pörkerülő prókátorok, elszabadított
Gazdai tisztek, bűnkereset-sujtotta uracskák,
Pusztult földesurak, kitagadt fiak, írnok öcséim,
(…)
A maradandó párt tens Nemdy urat kiabálta;
A szaladandó párt valamely nagyszáju Parázsit.
Folyik a harc csellel, erőszakkal, szóval és bottal is. Végül, a két tábor összecsapásának csúcspontján a terembe: Két tündéri alak berepűl s helyt fog az oltár / Gazdag emelvényén: daliás ifjú, csodaszép hölgy. A két allegorikus alak, az ERÉLY és a LELKESEDÉS megjelenése és rövid szózata egyszerre véget vet a harcnak és lecsillapodnak a kedélyek.

## Kritikai értékeléséből
Az elveszett alkotmány Arany János első nagyobb elbeszélő költeménye, csipős gúnnyal megírt komikus eposza. Hiányosságait maga a költő is érezte, különösen a kompozícióval volt elégedetlen.
„Az egész valami elnyúló, s mint egész, kiállhatlan valami lőn. Nincs kerekdedség, nincs a kellő emelkedés és elfogyás; epizódjaiért látszik élni” – írta 1846. februárban kelt egyik levelében. Ezt a véleményét később is többen osztották. Kivonatok a későbbi kritikákból:
Toldy Ferenc kedvezően nyilatkozott az eposzról: „Bár nyelv és vers sok kívánandót hagyott, tekintve a komoly alapot s a szatirai ér gazdagságát és csípősségét, e mű meghaladott mindent, mit gúnyköltészetünkben eladdig bírtunk.” (1868, idézi Pintér Jenő).
Riedl Frigyes szerint a költemény hangja Vörösmarty Mihály pátoszára emlékeztet. A hexameteres bőbeszédűség, az allegorizálás mind a Vörösmarty-eposzokra vallanak, mint a torzkép az eredetire. Az eposznak nincs cselekménye, világos meséje. Istenei lelketlen gépek, emberei unalmasak… Tréfái egészben véve hidegek. Előadása magyaros, de cikornyás próza; szókincse azonban igen nagy, sőt részben új.
Beöthy Zsolt úgy látja, hogy a költemény hexameteres formája inkább Fazekas Mihály Lúdas Matyijára, mint Vörösmarty Mihályra emlékeztet. Terv nélküli meséjénél többet érnek komikus képei, isteneinél emberei, különösen néhány mellékalakja.
Kéky Lajos – mint szinte mindenki más is – a nyelv rendkívüli gazdagságára hívja fel a figyelmet. (1908)
Szinnyei Ferenc szerint: „Chaos ez a költemény, melyben a komolyság és dilettantismus vegyül s melyben a humor árja virágot és szemetet hömpölyget.” (1909, idézi Pintér Jenő.)
Voinovich Géza úgy látja, hogy Az elveszett alkotmány nem igazi vígeposz, inkább kis szatíra-darabkákból összerakott, eposszá  duzzasztott óriás szatira. Nem csak a politikai élet szatirája, hanem paródia is, a Vergilius-féle minta-eposz gúnyos utánzása. Megjegyzi továbbá, hogy az író bugyborékoló ötletessége a politikai eszmék és jelszavak e lexikonát folyvást mulatságossá tudja tenni. (1929)
Pintér Jenő értékelése: Az eposz meséje száraz, kompozíciója szétmálló, hexameterei egyhangúan pattognak… a túlvilági lények szerepeltetése érdektelen. A költemény megírására elsősorban a nemesi vármegye züllött politikai élete és a vármegyei földesurak önző béka-egérharcai késztették a költőt… a frázisokról lehullatta a leplet, a háttérből előrántotta a marakodások igazi okát: az önérdeket. A hexameteres eposzok dagályos stílusát úgy használta, mint Petőfi a A helység kalapácsában. Vígeposzában horatiusi, szophoklészi idézetek bukkannak elő, parodizált több antik eposzköltőt.
A költemény körül kisebb polémia is támadt. Móricz Zsigmond a Nyugat 1931. évi utolsó számában a mű kritikai élét hangsúlyozta. Az eposz első sorairól írta: „Ezekben a sorokban jelenik meg először az a szociológiai szemlélet, amely csak most [1931-ben], szinte száz év múlva nyert polgárjogot Magyarországon.” Csakhogy a költemény „oly hosszú volt s annyi fölösleges eposzi kellékbe volt belecsomagolva a robbanóanyag, hogy elveszett benne.”
Móricz szerint a műre a feledés homálya borult, Arany pedig nem folytatta ezt az irányt. „Megtorpant és elbújt a bölcs hallgatás és még bölcsebb bölcsesség sáncaiba. Soha többet egész életében a közélet kritikáját nem gyakorolta.” A cikkre a Budapesti Szemlében Voinovich Géza higgadtan válaszolt és „védte meg” Aranyt a szemrehányástól.